# Элганян, Хабиб
Хабиб (Хабиболла) Элганян (перс. حبیب (حبیب‌الله) القانیان‎
5 апреля 1912 года, Тегеран — 9 мая 1979 года, там же) — известный иранский бизнесмен и филантроп, который служил президентом Тегеранского еврейского общества и выступал в качестве символического руководителя иранской еврейской общины в 1970-х годах. Был арестован и приговорен к смертной казни исламским революционным трибуналом вскоре после исламской революции за контакты с Израилем, сионизмом и «дружбу с врагами Бога», и был казнён.

## Биография
Хабиб Элганян родился в еврейской семье. У него — шесть братьев, Агаджан, Давуд, Нуролла, Сион, Атаолла и Неджатолла. В 1959 году Хабиб Элганян основал фабрику по производству пластмасс в Тегеране под именем Plasco. Впоследствии данная фабрика стала крупнейшим и самым технологически передовым производителем пластмасс в Иране. Хабиб Элганян сыграл значительную роль в привлечении западных технологий в Иран в 1960-х и 1970-х годах. Созданный своими руками мультимиллионер, Элганян был известен своими предпринимательскими достижениями в Иране и Израиле. Кроме того, он служил лидером общества в 1960-х и 1970-х годах.
После прихода к власти аятоллы Хомейни еврей Элганян стал первой жертвой новой власти, несмотря на огромный вклад в развитие экономики и многочисленные благотворительные акции (включая финансирование больниц). Процесс над Хабибом Элганян длился 20 минут.